# Pantl József
Pantl József (1794. február 19. – Bozók, 1823. december 18.) római katolikus plébános. 

## Élete
A bölcseletet 1811-12-ben, a teológiát Nagyszombatban a papnevelőben 1816-ban végezte. 1817. február 21-én pappá szentelték. Karkáplán volt Esztergomban, majd 1823. december 5-én bozóki (Hont megye) plébánosnak nevezték ki, ahol még azon év december 18-án meghalt.

## Műve
- Ode honoribus rev. dni Francisci Szily praepositi S. Eustachii de Csáth dum sacrum nominis sui diem recoleret perpetuae gratitudinis contestandae ergo pio affectu oblata IV. Kalndes Octobris 1822. Strigonii.